# Yasang-Kloster
| Tibetische Bezeichnung                     |
| ------------------------------------------ |
| Tibetische Schrift: གཡའ་བཟང་དགོན་པ          |
| Wylie-Transliteration: g.ya' bzang dgon pa |
| THDL-Transkription: Yazang Gönpa           |
| Chinesische Bezeichnung                    |
| Vereinfacht: 雅桑寺                        |
| Pinyin:Yasang si                           |

Das Yasang-Kloster (tib.: g.ya' bzang dgon) ist das Gründungskloster der von Kelden Yeshe Sengge († 1207) gegründeten Yasang-Kagyü-Schule (g.ya' bzang bka' brgyud), eine der sogenannten „acht kleineren Schulen“ der Kagyü-Tradition des tibetischen Buddhismus (Vajrayana). Das Kloster wurde 1206 von seinem Schüler Chökyi Mönlam (Chos kyi smon lam; 1169–1233) gegründet. Das Kloster liegt im Kreis Nêdong von Shannan.